# Kinnaur Kailash

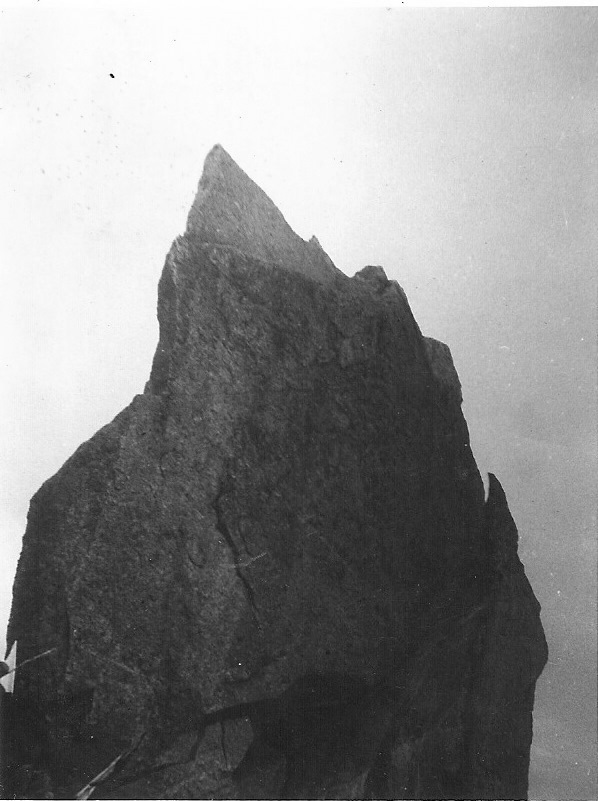
Gipfel felsen im Jahr 1980

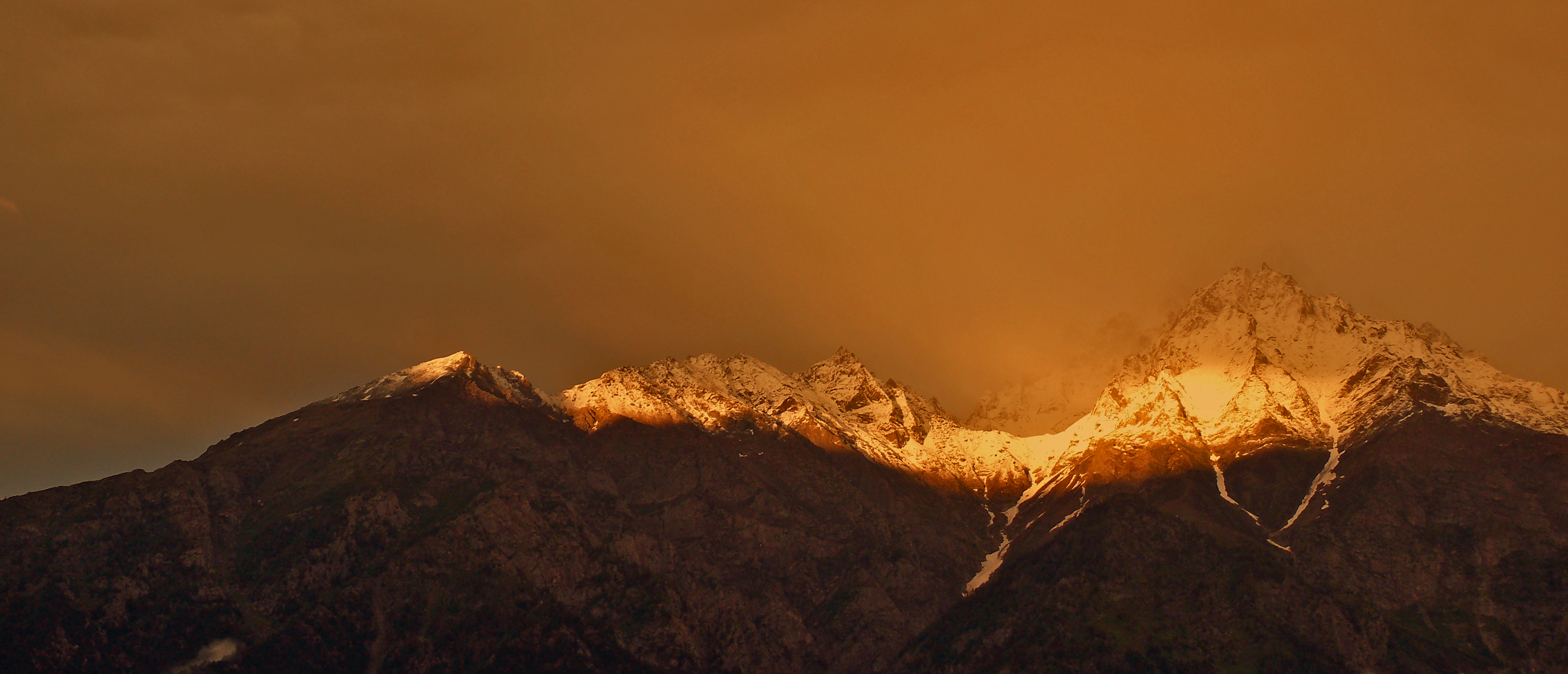
Kinnaur Kailash (6050 m) und Jorkanden (6473 m) von Kalpa im Juni 2015

Der Kinnaur Kailash (Hindi किन्‍नर कैलाश, lokaler Name: Kinner Kailash) ist ein Berg im indischen Bundesstaat Himachal Pradesh.
Der 6032 m (nach anderen Quellen 6050 m) hohe Berg befindet sich im Westhimalaya im Distrikt Kinnaur nördlich des Sanglatales und östlich der im Satlujtal gelegenen Stadt Kalpa. Er gilt als Heiligtum der Buddhisten und Hinduisten. Der Kinnaur Kailash gilt als Winterresidenz des Gottes Shiva. Ein 24 m hoher Gipfelfelsen krönt den Berg. 5,5 km nordwestlich des Kinnaur Kailash befindet sich der 6473 m hohe Jorkanden.